# 3 км (Псков)
3 км, Изборская линия 3 км, Изборской линии 3 км — населённый пункт в черте города Пскова, в историческом районе Заручевье. С 2020 года — улица 3 км Изборской Линии.
Находится возле недействующей железнодорожной станции Псков-2.
Количество зарегистрированных зданий на 2020 год — 7.
Дети школьного возраста обучаются в МБОУ «Средняя общеобразовательная школа № 5 имени Героя РФ М. Н. Евтюхина» (М.Горького ул., д.61)
На 40-й сессии Псковской городской Думы 14 июля 2020 года принято решение о переименовании посёлков Дорожкино, Козий Брод, Павшино, Панино, Пожигово, Савохново, Силово-Медведово, Терехово; деревень Митрохово, Паневик, Ступниково; станций Бологовская линия 650 км, Бологовская линия 652 км, Изборская линия 3 км и Полковая в микрорайоны, с последующим переводом в улицы и переулки.